# فوسيني سيسي
فوسيني سيسي (بالفرنسية: Fousseyni Cissé)‏ (مواليد 17 يوليو 1989 في باريس - فرنسا) لاعب كرة قدم فرنسي يلعب حاليا لصالح نادي الدرجة الأولى لومان الفرنسي منذ 2007 في مركز المهاجم .

## روابط خارجية
- فوسيني سيسي على موقع قاعدة بيانات كرة القدم.إي يو (الإنجليزية)
- فوسيني سيسي على موقع Soccerway.com (الإنجليزية)